# Белведерски торс
Белведерският торс (на италиански: Il Torso del Belvedere) е фрагмент от антична мраморна скулптура на мъжки торс: част от изображението на фигура със загубена глава, ръце и крака под коленете. Тя е с височина 1,59 м. Името и е дадено от първото място за съхранение – терасата на двореца „Белведере“ във Ватикана. Скулптурата е изложена в музея Пио-Клементино във Ватикана, в „Залата на музите“.
Някога се е смятало, че е оригинал от I век пр.н.е., но сега се смята, че е копие на по-стара статуя, която вероятно е датирана в началото на II век пр.н.е.